# Guram Minaszwili
Guram Minaszwili (gruz. გურამ მინაშვილი, ur. 25 listopada 1936 w Tbilisi, zm. 1 marca 2015 tamże) – gruziński koszykarz. W barwach ZSRR srebrny medalista olimpijski z Rzymu.
Przez większość kariery występował w Dynamie Tbilisi i był z tym klubem medalistą mistrzostw ZSRR, w tym złotym w 1953 oraz zwyciężył w Pucharze Europy Mistrzów Krajowych w 1962. Z reprezentacją ZSRR sięgał po srebro igrzysk olimpijskich w 1960 oraz był mistrzem Europy w 1957, 1959 i 1963. Na mistrzostwach świata w 1963 zdobył brązowy medal.